# Ожиговцы

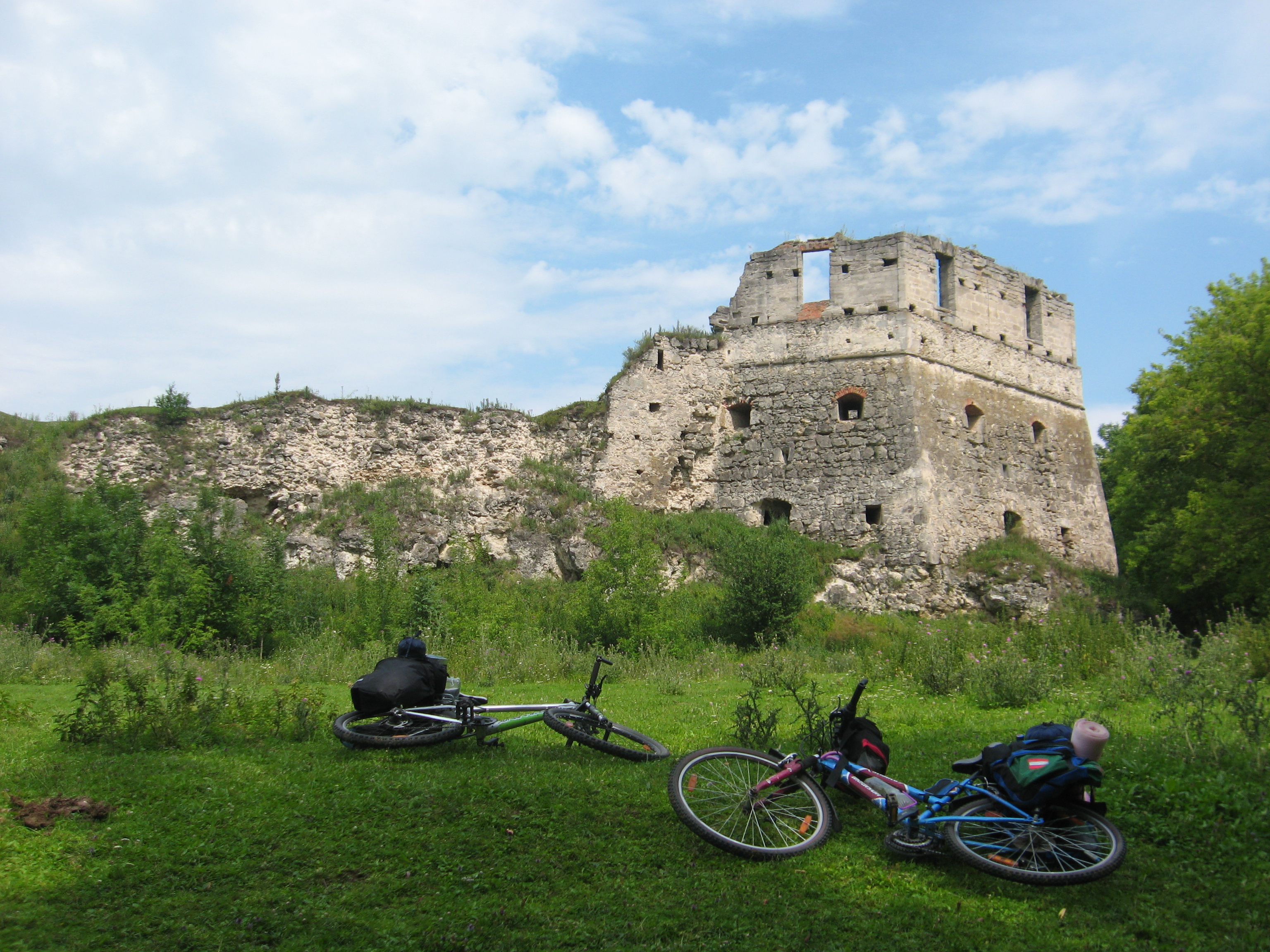
Руины Токовского замка в Ожиговцах

Ожиговцы (укр. Ожигівці) — село в Волочисском районе Хмельницкой области Украины.
Население по переписи 2022 года составляло 293 человек. Почтовый индекс — 31214. Телефонный код — 3845. Занимает площадь 1,3 км². Код КОАТУУ — 6820984701.

## Местный совет
31214, Хмельницкая обл., Волочисский р-н, с. Ожиговцы